# Thomas Bayes
Thomas Bayes (Londen, 1702 – Tunbridge Wells (Kent), 7 april 1761) was een Engels wiskundige en presbyteriaans predikant. Hij bestudeerde de kansrekening (theorema van Bayes).
Naar hem is een aparte tak van de statistiek, de bayesiaanse statistiek, genoemd. Deze benaderingswijze wordt veel gebruikt in de medische statistiek, bijvoorbeeld in medisch diagnostische kennissystemen. Maar ook in de (astro)fysica, de civiele techniek, etc. doet de bayesiaanse statistiek meer en meer opgeld.
De beroemde 'regel van Bayes' werd - anders dan vaak wordt beweerd - niet gepubliceerd in "An Essay Towards Solving a Problem in the Doctrine of Chances" (1763), postuum gepubliceerd door R. Price in de "Philosophical Transactions of the Royal Society of London". In dat artikel wordt het probleem behandeld hoe een kans geschat kan worden van de uitkomst van een experiment, gegeven de uitkomst van een aantal voorafgaande experimenten. Dit artikel is door Laplace in de jaren zeventig van de achttiende eeuw gezien en hij was het die de regel van Bayes formuleerde, een generalisatie van het probleem dat Bayes had behandeld.
Bayes ligt begraven op het Bunhill Fields Cemetery, Londen, Engeland.

## Mike Lynch
Brits tech-ondernemer Mike Lynch baseerde zijn bedrijf Autonomy op de toepassing van deze mathematische statistiek. Hij noemde zijn superjacht dan ook "De Bayesian", welk schip hem in een plotselinge onvoorspelde storm meesleurde naar een diepte van 50 meter vlak voor de Siciliaanse kust. Hij liet daar op 19 augustus 2024 met zes anderen het leven. De autoriteiten stellen een strafrechtelijk onderzoek in. Mike Lynch werd twee maanden voor zijn dood vrijgesproken in een Amerikaanse strafzaak. De firma Hewlett Packard probeert na zijn dood alsnog via Britse rechters 4 miljard dollar van zijn erfgenamen als civiele schadevergoeding te bemachtigen.